# Macaca arctoides
Macaca arctoides är en däggdjursart som först beskrevs av I. Geoffroy 1831. Macaca arctoides ingår i släktet makaker och familjen markattartade apor. Inga underarter finns listade.

## Utseende
Med en kroppslängd (huvud och bål) av 49 till 59 cm och en vikt av 7,5 till 9,1 kg är honor mindre än hanar. De senare blir 52 till 65 cm långa (huvud och bål) samt 9,9 till 10,2 kg tunga. Svansen är bara en liten 3 till 7 cm lång stubbe. Kroppen är täckt med brunaktig tjock päls, bara ansiktet och den korta svansen är nakna. Hos äldre individer blir ansiktets hud brun eller svartaktig.

## Utbredning och habitat
Denna makak förekommer i Sydostasien från nordöstra Indien (Assam) och sydöstra Kina till Malackahalvön och Vietnam. I Bangladesh är arten troligen utdöd. Den vistas i låglandet och i upp till 2400 meter höga bergstrakter. Regionen är täckt av tropisk regnskog och andra fuktiga skogar.
Macaca arctoides introducerades på ön Tanaxpillo som ligger i en mexikansk sjö.

## Ekologi
Individerna är aktiva på dagen och lever i flock. De äter främst frukter som kompletteras med frön, blommor, blad och andra växtdelar samt med kräftdjur, grodor, insekter och småfåglar. Flocken följer ofta vattendrag vid vandringar.
Liksom äldre män blir Macaca arctoides flintskallig när den är gammal men hos apan gäller det för båda kön. En medicin mot håravfall (Minoxidil) testades därför först i djurförsök med denna art.
Det är vanligen de högst rankade hanarna i hierarkin som får para sig men ibland lyckas andra hanar fortplanta sig. I Sydostasien sker fortplantningen vanligen i oktober eller november. Honan är i genomsnitt 177 dagar dräktig och sedan föds oftast en enda unge. Ungefär nio månader efter födelsen slutar honan med digivning. Mellan två kullar ligger allmänt två år.

## Bevarandestatus
Beståndet hotas av intensivt skogsbruk och av skogsbränder. Flera exemplar jagas för köttets skull, för några kroppsdelars skull som ska ha läkande egenskaper enligt den traditionella asiatiska medicinen och för nöjes skull. Dessutom fångas unga individer och hölls som sällskapsdjur. IUCN uppskattar att hela populationen minskade med 30 procent under de senaste 40 åren (tre generationer räknat från 2015) och listar arten som sårbar (VU). Det befaras att trenden fortsätter.